# Claudio Moneta
Claudio Andrea Moneta (Milano, 20 maggio 1967) è un attore, doppiatore, direttore del doppiaggio e conduttore televisivo italiano.

## Biografia
Inizia la sua carriera nel 1988. In teatro è assiduo interprete, lavorando come attore e regista in più di cento spettacoli e in televisione come conduttore, apparendo anche in serie televisive e film. Ha doppiato numerosi personaggi in molti cartoni animati: è il doppiatore di SpongeBob SquarePants nell'omonima serie e nei film a lui dedicati, doppia Kakashi Hatake nell'anime Naruto, Tex Avery nel Tex Avery Show, il Dr. Zitbag in Pazze risate per mostri e vampiri e sua è inoltre la voce italiana dell'attore Neil Patrick Harris (Barney Stinson) nella serie televisiva americana How I Met Your Mother. Nel 2016 viene scelto come successore di Paolo Torrisi (morto nel 2005) per il doppiaggio di Goku in Dragon Ball Super, serie nella quale, come il predecessore, cura anche la direzione del doppiaggio, a partire dall'episodio 53. Inoltre avrebbe doppiato anche Jim, protagonista della serie animata inedita Jim l'astroverme.
Nel campo dei videogiochi ha doppiato Christof Romuald in Vampire: The Masquerade - Redemption, Thomas Angelo in Mafia: The City of Lost Heaven, Kessler in Infamous, Shadow nella serie Sonic (da Sonic Boom), Shen in League of Legends, comandante Shepard in Mass Effect e Mass Effect 3 (in Mass Effect 2 sostituito a causa di un incidente), Haytham E. Kenway in Assassin's Creed III e Assassin's Creed: Rogue, Basim Ibn Ishaq in Assassin's Creed Mirage e Assassin's Creed Valhalla, Charlie Cutter in Uncharted 3: L'inganno di Drake, Genichiro Ashina in Sekiro:Shadows Die Twice e altri.
Come attore televisivo ha preso parte ad alcune sit-com per Mediaset, lavorando anche in alcune occasioni per il cinema.
Nell'agosto 2022 è stato temporaneamente lo speaker di Italia 1, alternandosi con Raffaele Farina e a novembre del 2024 è stato anche temporaneamente speaker di Italia 2.

## Doppiaggio

### Film
- Aaron Abrams in Code 8, Code 8 - Parte II
- Neil Patrick Harris in Harold & Kumar - Due amici in fuga, Harold & Kumar - Un Natale da ricordare
- Steve Valentine in Monster High
- Matthew Macfadyen in Senza apparente motivo
- Matthew Modine in Go Go Tales
- Hugh Bonneville in I Came By
- Owen Wilson in The Wendell Baker Story
- Stephen Dorff in Leatherface
- Kevin McKidd in 16 Years of Alcohol
- Lyriq Bent in Love Jacked
- Steve Buscemi in Nancy
- Richard Dormer in '71
- Ralph Ineson in Sir Gawain e il Cavaliere Verde
- Dylan Baker in 2 giorni a New York
- Timothy Omundson in Picchiarello - Il film
- Ralph Ineson in Hurricane - Allerta uragano
- Richard Gunn in Clemency
- Steve Coogan in 24 Hour Party People
- Bill Paxton in The Colony
- Jeffrey Donovan in Malvagi
- Desmond Harrington in The Neon Demon
- Martin Donovan in The Visitation - L'ultimo Messia
- Tim Blake Nelson in Billy Lynn - Un giorno da eroe
- Liam Cunningham in The Tournament
- Aidan Quinn in La musica del cuore (ridoppiaggio)
- Steve Bacic in Go with Me - Sul sentiero della vendetta
- Rockmond Dunbar in Alien Raiders
- Colin Friels in So che ci sei
- David Silverman in The Last Son
- David Koechner in Piranha 3DD
- Christopher McDonald in Requiem for a Dream
- Gil Bellows in Unthinkable
- J. K. Simmons in Face Down
- Steven Pacey in Il ritorno nella casa sulla collina
- David Millbern in Air Force Two
- Mark Dacascos in Drive - Prendetelo vivo
- Steven Rishard in Shelter - Identità paranormali
- Lou Ferrigno in Un poliziotto per amico
- Brian J. White in 12 Round
- Paul Sloan in Secret Obsession
- Ian McShane in In the Frame
- Adrian G. Griffiths in Quello che veramente importa
- David Gall in Una ragazza per due
- Mark Heap in The Calcium Kid
- Pete Lee-Wilson in Spiders 3D
- Paul Rhys in Il voltapagine
- Joel David in Ghost Image
- Titus Welliver in Una gorilla per amica
- Damon Gibson in Presa mortale
- Doug Jeffery in Don't Sleep Alone
- Dean McDermott in The Skulls III
- Tony Carroccio in Leeches!
- Paul Goddard in Power Rangers - Il film
- David Manner in Dracula (2° doppiaggio)
- Paul Sorvino in 40.000 dollari per non morire (ridoppiaggio)
- Pascal Elbè in Il raid
- Benoît Gouin in Gabrielle - Un amore fuori dal coro
- Bruno Todeschini in Gli amori di Anaïs
- Grégoire Oestermann in Un po', tanto, ciecamente
- Frédéric Beigbeder in Lolo - Giù le mani da mia madre
- Johann Dionnet in Una bugia per due
- Simon Abkarian in Angelica
- Édouard Baer in Pollo alle prugne
- Peter Van Den Begin in Le Ardenne - Oltre i confini dell'amore
- Goran Radakovic in Un re allo sbando
- Pablo Rosso in Rec
- Gabriel Corrado in Oggi sistemiamo tutto
- Josean Bengoetxea in Errementari - Il fabbro e il diavolo
- Karel Roden in Fotograf
- Michal Breitenwald in Avalon
- Aaron Kwok in Cold War 2
- Yueh Hua in Le implacabili lame di rondine d'oro
- Susumu Terajima in Drive
- Yannis Stankoglou in Pazza idea
- Voce narrante in Space Battleship Yamato

### Film d'animazione
- SpongeBob SquarePants in SpongeBob - Il film, SpongeBob - Fuori dall'acqua, SpongeBob - Amici in fuga, Saving Bikini Bottom e Plankton - Il film
- Andrew Gilbert "Agil" Mills in Sword Art Online - The Movie: Ordinal Scale, Sword Art Online: Extra Edition, Sword Art Online: Progressive - Aria of a Starless Night e Sword Art Online: Progressive - Scherzo of Deep Night
- Kirei Kotomine in Fate/stay night: Heaven's Feel - I. presage flower, Fate/stay night: Heaven's Feel - II. lost butterfly, Fate/stay night: Heaven's Feel - III. spring song
- Ryo Asuka in Devilman - La genesi (1° doppiaggio) e Devilman - L'arpia Silen (1° doppiaggio)
- Daisuke Shima in Addio Yamato, Yamato - L'ultima battaglia
- Andy Bogard in Fatal Fury 2 - La sfida di Wolfgang Krauser e Fatal Fury: The Motion Picture
- Cooler in Dragon Ball Z - Il destino dei Saiyan (ridoppiaggio) e Dragon Ball Z - L'invasione di Neo Namek (ridoppiaggio)
- Apollo ne I Cavalieri dello zodiaco - L'ultima battaglia (primo doppiaggio), Phoenix (secondo doppiaggio)
- Kakashi Hatake in Naruto - La via dei ninja, The Last: Naruto the Movie
- Son Goku in Dragon Ball Super - Broly, Dragon Ball Super - Super Hero
- giornalista, sommozzatore e membro della polizia temporale #1 in Doraemon - The Movie: Il dinosauro di Nobita[7]
- Gorbash il Drago e oste ne Il volo dei draghi
- Tam Tam e Senryō Kyōshirō in Samurai Spirits - Apocalisse a Edo
- Mr. 3 e Rob Lucci in One Piece Stampede - Il film
- Rupa (adulto) in Lamù - Boy Meets Girl: Un ragazzo, una ragazza
- Iron Man in LEGO Marvel Super Heroes: Sovralimentazione massima
- Caruso in Piuma, il piccolo orsetto polare
- Bandol in GoShogun Etranger
- Yanalan ne Le ali di Honneamise
- Greco in Vampire Hunter D
- Rudracin in Kamasutra
- Sorata Arisugawa in X
- Kimba in Kimba - La leggenda del leone bianco
- Ben Ravencroft in Scooby-Doo e il fantasma della strega
- Paki in Impy Superstar - Missione Luna Park, Impy e il mistero dell'isola magica
- Raven Tengu Kabuto in Kabuto
- Hidaka Borgman 2030
- Clark Kent/Superman in Batman & Superman - I due supereroi
- Jordan Price in Batman of the Future - Il ritorno del Joker
- Niju in Balto - Il mistero del lupo
- Kirby in Balto - Sulle ali dell'avventura
- Kisuke Urahara in Bleach: Memories of Nobody
- Jacko in Billy il koala
- Ranmaru in Ghost Sweeper Mikami - La resurrezione di Nosferatu
- Nobunaga in Il leone nero
- Tōru Hagiwara ne L'equazione del professore
- Shingo ne La spada dei Kamui
- Kun ne La scuola più pazza del mondo
- Jubei Kibagami in Ninja Scroll
- Sakuragi in Perfect Blue
- Snorkel in Santa Claus va in pensione
- Garfield in Garfield e il laghetto magico
- Telecronista in Pokémon 2 - La forza di uno
- Souga in Ken il guerriero - La leggenda di Hokuto
- Rilu-Elu Belu-be in Godzilla - Il pianeta dei mostri (primo doppiaggio)
- Senatore in Space Chimps 2 - Zartog colpisce ancora
- Mo in Alla ricerca della Valle Incantata 9 - Le meraviglie del mare
- Franchie ne I nove cani di Babbo Natale
- Batface ne Il barbiere del Re
- Barbanera ne Gli Abrafaxe e i pirati dei Caraibi
- annunciatore ne L'isola di Furby
- Rudolf Hess in Fullmetal Alchemist - The Movie: Il conquistatore di Shamballa
- Amon in Amon - The Darkside of Devilman
- Ajax in Zambezia
- Proprietario del Club Rondo in Lupin the IIIrd - La lapide di Jigen Daisuke
- Godart in Doraemon - Il film: Nobita e le cronache dell'esplorazione della Luna
- Vakner in Doraemon - Il film: Nobita e la sinfonia della Terra
- Maximilian Pegasus in Yu-Gi-Oh! - Il film
- Alfabeto in My Little Pony - Una nuova generazione
- Ratchet in Transformers Prime Beast Hunters: Predacon Rising
- Coniglio n.3 ne La grande caccia all'Uovo di Pasqua
- Shadow the Hedgehog in Sonic 3 - Il film

### Serie televisive
- Jeremy Rowley e Tim Russ in iCarly, iCarly (2021)
- Christopher Michael, Bob Glouberman, Jim Pirri, William Salyers, Cazimir Milostan (2° voce), Jack Black, in iCarly
- Matthew Ashford in Il tempo della nostra vita
- Leonardo Daniel in Marcellina
- Marcial Álvarez in Una vita
- Dougray Scott in Hemlock Grove
- Ben Cross in 20,000 Leagues Under the Sea
- Greg Barr in La nuova famiglia Addams
- Neil Patrick Harris in How I Met Your Mother
- Gil Bellows in Ally McBeal
- Hal Sparks in Lab Rats
- Justin Louis in Missing
- Philip Casnoff in Squadra Med - Il coraggio delle donne
- Rodger Corser in Le sorelle McLeod
- Vincent Regan in Call Red
- John Goodman in Normal, Ohio
- Alan Ruck in Spin City
- D.L. Hughley in Casa Hughley
- Marcus Flanagan in Unfabulous
- Josh Holland in USA High
- Michael Bacon in VR Troopers
- Justin Pierre in Mystic Knights: quattro cavalieri nella leggenda
- John Derum in Snobs
- Gilles Tschudi in Luthi e Blanc
- Tom Barnett in Skins
- Mike Sorvino in 90210
- Charlie Sheen in Anger Management
- Jesús Castejón in Vis a vis - Il prezzo del riscatto
- Miki Esparbé in Invisibile
- Rikishi in Lo show di Big Show
- Ziyadat Allah I in Vikings
- Uriel Emil in Vikings: Valhalla
- Ron Thomas in Cobra Kai (st. 3)
- Tomer Sisley in Balthazar
- Max Martini in The Purge
- Amar Chadha-Patel in The Decameron

### Serie animate
- Conduttore dei tornei di arti marziali in Dragon Ball, Dragon Ball Z, Dragon Ball GT e Dragon Ball Super
- SpongeBob SquarePants in SpongeBob, Kamp Koral - SpongeBob al campo estivo e Lo show di Patrick Stella. Squiddi Tentacolo (ep. 14x05-14x06)  in SpongeBob
- Kakashi Hatake in Naruto e Naruto: Shippuden
- Albert D'Andrésy in Lupin III - Ritorno alle origini e Lupin III - Una storia senza fine
- Ratchet in Transformers: Prime e Transformers: Robots in Disguise
- Uomo Ghiaccio, Jason Wyngarde\Mastermind ed Erik il Rosso in Insuperabili X-Men
- Drakul Mihawk (ep. 24, 151 e dall'episodio 719+), Rob Lucci, Vergo e Mr.3 in One Piece
- Terrentuja "Terrence" Thaur e Ben Talak in Monster Allergy
- Heiji Kozenigata e Jiraia in Gintama
- Jay Baker (Ep. 31 - avanti) in Ghostforce
- Lavion, Lavor, Strappapensieri (2°apparizione) e Delos in Gormiti, che miti
- Macchina maggiordomo e Ganoff in Edens Zero
- Kaze Yamikawa e Thomas "Four" Arclight in Yu-Gi-Oh! Zexal
- Goku e Black Goku in Dragon Ball Super
- Robert Draconarius in Principe Valiant
- Jonathan Crane / Lo Spaventapasseri in Batman
- Zorro ne La leggenda di Zorro
- Zarbon in Dragon Ball Z
- Alex Hensen in Downtown
- Jim in Earthworm Jim
- Seitaro Hosho in The After-Dinner Mysteries
- Dott. Sidney Zitbag in Pazze risate per mostri e vampiri
- Zelgadis in Un incantesimo dischiuso tra i petali del tempo
- Rattilus/Rattrap in Biocombat
- Ivanhoe in Ivanhoe
- Spittor in Extreme Dinosaurs - Quattro dinosauri scatenati
- Diego de la Vega/Zorro in Evviva Zorro
- Tex in Tex Avery Show
- Major Glory ne Il laboratorio di Dexter
- Oscar in Oscar e le sette note perdute[8]
- Anatole in Anatole
- Diabolik in Diabolik
- Takenori Akagi in Slam Dunk
- Dr. Mashirit in Dr. Slump[9] (2º doppiaggio)
- Kazuma Kuwabara in Yu Yu Hakusho
- Urbick in Berserk
- Carnage in Spider-Man Unlimited
- Boss in Hamtaro - Piccoli criceti, grandi avventure
- Lai in Beyblade
- Principe Carlo in Cenerentola
- Ryo Hagane in Beyblade Metal Fusion
- Gargoyle in Nadia - Il mistero della pietra azzurra
- Hol Horse ne Le bizzarre avventure di JoJo OAV
- Weather Report in Stone Ocean
- Maximillion Pegasus in Yu-Gi-Oh!
- Klaus in Winx Club
- Kaosu ne I cinque samurai
- Zio Pig in Peppa Pig
- Amidamaru in Shaman King
- Iizuka in Kenshin - Samurai vagabondo
- Killgore in Teenage Robot
- Nicholas "Zio Nicky" Abatti in Angela Anaconda
- Gen Fudo in Aquarion
- Gento Kuraku in Najica Blitz Tactics
- Dottor Destino ne I Fantastici Quattro
- Pattumiera/Wreck-Gar in Transformers Animated
- Gaff in Iron Kid
- DeFoe in Huntik - Secrets & Seekers
- Capitan Scrocchio ne Le meravigliose disavventure di Flapjack
- Ninzaburo Shiratori (3ª voce) in Detective Conan
- Ed in Best Ed
- Alder in Casper - Scuola di paura
- Enrico Maxwell in Hellsing Ultimate
- Droppy in Shizuku
- Akio Ohtori in La rivoluzione di Utena
- Bert Thomas in Sorridi, piccola Anna
- Gort in Cuccioli cerca amici - Nel regno di Pocketville
- Soga in Ken il guerriero: la leggenda di Raoul il dominatore del cielo
- Zeus in Mazinger Edition Z: The Impact!
- Jimmy Murray in Emily della Luna Nuova
- Snaptrap in T.U.F.F. Puppy
- Quba in The DaVincibles
- Signor Volpe in Franklin and Friends[10]
- Willem Viceroy III in Randy - Un Ninja in classe
- Sunil Nevla in Littlest Pet Shop
- Agil in Sword Art Online
- Betrayus in Pac-Man e le avventure mostruose
- San Patrizio ne Gli avventurieri dello Spirito - Le avventure del patrono d'Irlanda
- Drakon in Magi: Adventure of Sinbad
- Marmoo in Kulipari: L'esercito delle rane
- Kirei Kotomine in Fate/stay night: Unlimited Blade Works
- Sigfrido in Fate/Apocrypha
- ID-0 in ID-0
- Kyosuke Isazu in A.I.C.O. Incarnation
- Present Mic/Hizashi Yamada in My Hero Academia, Vigilante: My Hero Academia Illegals
- Dranghestein in Adrian
- Kibutsuji Muzan in Demon Slayer - Kimetsu no yaiba
- Benjamin Hopkins in Hoops[11]
- Isshin Kurosaki in Bleach
- Fluffy in Un amore di mostro[12]
- Joker in Fire Force
- Glenn Dolphman in Inside Job
- Papà di Zouk in Zouk
- Kazuya Mishima in Tekken: Bloodline
- Shadow the Hedgehog in Sonic Prime
- Gazef Stronoff in Overlord
- Nills Schon Mifune in Bastard!! L'oscuro dio distruttore
- Toji Fushiguro in Jujutsu kaisen - Sorcery Fight
- Gallus Cleaner in Mushoku Tensei
- Roy e Louis Valentine in That Time I Got Reincarnated as a Slime
- Juzo Nogizaka in Kaiju No. 8
- George Joestar I in Phantom Blood[13]
- Padre di Tobimaro in Lamù e i casinisti planetari - Urusei yatsura
- Tsurubishi Makabe in City the Animation

### Documentari e Docu-serie
- Voce narrante in Elon Musk - Il vero Iron Man

### Programmi televisivi
- Peo in Colazione con Peo (RSI LA1)
- Speaker del canale TV Hiro, dal 2008 al 2011.
- Speaker del canale TV DeA Junior, dal 2012 al 2015.
- Speaker di Focus, dal 2018
- Speaker del canale TV Italia 1, nel 2022

### Videogiochi
- Barone Von Glower in Gabriel Knight 2: The Beast Within (1995)[14]
- Slapsy in Gas-Gas entra in gara (1998)[15]
- Tony, Steven e l'indigeno in Tomb Raider III (1998)[16]
- Sam in Forestia (1998)
- T'ai Fu in T'ai Fu: Wrath of the Tiger (1999)[17]
- Peter Pan anziano in La rivincita dei Cattivi (1999)[18]
- Rufus in Driver (1999)
- L'uomo con la valigetta (G-Man) e marines in Half-Life: Opposing Force (1999)[19]
- Johnny Torso in Freddi Pesce - Il caso dei maialini con le pinne (1999)[20]
- Jug, Fat Bob, Professore, Teronus, Othias, Stipe e Professor O'Leary in Silver (1999)
- Jonathan in Dracula: La risurrezione (1999)[21] e Dracula 2: L'ultimo santuario (2000)[22]
- Franklin Moseley, Principe James Stuart, Marceau e Mesmi in Gabriel Knight 3: Il mistero di Rennes-le-Château (1999)[23]
- Billy MacGuire in Chase the Express (2000)[24]
- Rocky in Galline in fuga - Chicken Run (2000)[25]
- Lyle Stevens e Thomas Holman in Syphon Filter 2 (2000)[26]
- Sir Daniel Fortesque e Lord Palethorn in MediEvil 2 (2000)[27]
- Christof Romuald in Vampire: The Masquerade - Redemption (2000)[28]
- Telecronista in Ronaldo V-Football (2000)
- Action Man in Action Man: Mission Xtreme (2000)[29]
- Annunciatore, Pilota dell'Ordine, Aerodyne Ricognitore e Aerodyne da attacco in Ground Control (2000)[30]
- Varnye, Oste e Carceriere in Blood & Lace (2001)[31]
- Jack Hauser in Driven (2001)[32]
- John Cooper in Desperados: Wanted Dead or Alive (2001)[33]
- Schastar, Cacciatore di organi, Aristotele, Jok e Infetto in Druuna: Morbus Gravis (2001)[34]
- B.B. in Max Payne (2001)[35]
- Mother in Aliens versus Predator 2 (2001)[36]
- Oracolo e Saggio Giallo in Jak and Daxter: The Precursor Legacy (2001)[37]
- Voce narrante, Severus Piton, Lucius Malfoy e James Potter in Harry Potter e la pietra filosofale (2001),[38] Harry Potter e la camera dei segreti (2002),[39] Harry Potter e il prigioniero di Azkaban (2004),[40] Harry Potter e il calice di fuoco (2005),[41] Harry Potter e l'Ordine della Fenice (2007),[42] Harry Potter e il principe mezzosangue (2009),[43] Harry Potter e i Doni della Morte - Parte 2 (2011)[44]
- Agamennone, Alessandro Magno, Guglielmo il Conquistatore, Manfred von Richthofen e Grigor Illyanich Stoyanovich in Empire Earth (2001)[45]
- Diavolo in Le avventure di Pongo - Il mondo perduto (2002)[46]
- Fratello maggiore, dottor Baffetti e Globulo rosso in Le avventure di Pongo - I misteri del corpo umano (2002)[47]
- Jake Franklin in Barbie Detective: Il mistero del Luna Park (2002)[48]
- Scarafaggio e Orso in Dark Angel (2002)[49]
- Falchek e Reed in La Cosa (2002)[50]
- Thomas Angelo in Mafia: The City of Lost Heaven (2002)[51]
- Narratore in Stronghold Crusader (2002)[52]
- John Connor in The Terminator: Dawn of Fate (2002)
- Generale Dehrimon in Drakan: The Ancients' Gates (2002)[53]
- Frank Carter in The Getaway (2002)[54]
- Larax in Imperivm: La guerra gallica (2002)[55]
- Arthas Menethil in Warcraft III: Reign of Chaos (2002), Warcraft III: The Frozen Throne (2003) ed Heroes of the Storm (2015)[56]
- Conte Raum in Primal (2003)[57]
- Rikimaru in Tenchu: Wrath of Heaven (2003)[58]
- Bolt Logan in Chrome (2003)[59]
- Hacker ed Esploratore in Command & Conquer: Generals (2003)[60]
- Jak in Jak II: Renegade (2003),[61] Jak 3 (2004),[62] Jak X (2005)[63] e PlayStation All-Stars Battle Royale (2012)[64]
- Pieter Van Eckhardt in Tomb Raider: The Angel of Darkness (2003)[65]
- Ninja in I-Ninja (2003)[66]
- Capitano Foley e Serg. Adams in Call of Duty (2003)[67]
- Dori e Thranduil in Lo Hobbit[68] (2003)
- Bruce Banner/Hulk in Hulk (2003)[69] e The Incredible Hulk: Ultimate Destruction (2005)[70]
- Knight in Duel Masters (2004)[71]
- Jeffrey Wilson in Codename: Panzers Phase I (2004)[72]
- Leader Heretic in Halo 2 (2004)[73]
- Lupo cattivo e I tre porcellini in Shrek 2 (2004)[74]
- Paser, Traghettatore e Osiride in Egypt III - Il destino di Ramses (2004)[75]
- Chel in Atlantis Evolution (2004)[76]
- Frank Castle in Il Punitore (2004)[45]
- Rutger Van Leuven e personaggi minori in Hitman: Contracts (2004)[77]
- Mysterio e personaggi minori in Spider-Man 2 (2004)[78]
- Voce Documentari UAC, L. Kaczynski, E. Webb, Matthew Huper, Eco 1 e Voci di sottofondo in Doom 3 (2004)[79]
- Samuel Gordon in The Black Mirror (2004)[80]
- Illius in Forgotten Realms: Demon Stone (2004)[81]
- Berethor in Il Signore degli Anelli: La Terza Era (2004)[82]
- SpongeBob SquarePants in SpongeBob - Il film (2004),[83] SpongeBob SquarePants: La creatura del Krusty Krab (2005),[84] SpongeBob e i suoi amici: Battaglia sull'isola del vulcano (2006),[85] SpongeBob e i suoi amici: L'attacco dei Toybot (2007),[86] SpongeBob: La vendetta robotica di Plankton (2013)[87] e in SpongeBob SquarePants: Battle for Bikini Bottom - Rehydrated (2020)[88]
- Cavaliere, Tuareg e Arciere in Imperivm: Le grandi battaglie di Roma (2004)[89]
- Caraunio, Scipione Emiliano, Cavaliere Cartaginese e Tuareg in Imperivm: Le guerre puniche (2004)[90]
- Jerry Markovic in E.R. - Medici in prima linea (2005)[91]
- Tyler Miles e Intelligenza Artificiale in Fahrenheit (2005)[92]
- Dottor Destino/Victor Von Doom in I Fantastici 4 (2005)[93]
- Melman in Madagascar (2005)[94]
- Narratore Giapponese, Feldmaresciallo Rommel, Vice Ammiraglio Mikawa e Maresciallo Zhukov in Axis & Allies (2005)[95]
- Sergente maggiore Jefferson, blindato CIA e MI-35 HIND-D in Act of War: Direct Action[96] (2005)
- Wolverine in Ultimate Spider-Man (2005),[97] Spider-Man: Il regno delle ombre (2008),[98] X-Men le origini - Wolverine (2009)
- Victor Zsasz in Batman Begins (2005)[99]
- Sergente Randall in Call of Duty 2 (2005)[100]
- Orso Grigio in Brave - Alla ricerca di Spirito Danzante (2005)[101]
- Presentatore degli Awards in The Movies (2005)[102]
- Tenente Coletti, Damien, Robert, Carabiniere e Gesù in Jonathan Danter - Nel sangue di Giuda (2006)[103]
- Michael Corleone in Il padrino (2006)[104]
- Kian Alvane (dialoghi), il Vagabondo, Gordon il Guardiano e Azadi in Dreamfall: The Longest Journey (2006)[105]
- Mark Parchezzi III, Hendrik Schmutz e Agente Smith in Hitman: Blood Money (2006)[106]
- Ajihad, voce narrante in Eragon (2006)[107]
- Valencio in Black (2006)[108]
- Horatio, Kalios e Psion in Avencast: Rise of the Mage (2007)[109]
- Sidorovich in S.T.A.L.K.E.R.: Shadow of Chernobyl (2007)[110]
- Mysterio e Blade in Spider-Man: Amici o nemici (2007)[111]
- Umang in Aura II: Gli anelli sacri (2007)[112]
- Richard Croft in Tomb Raider: Anniversary (2007)[113]
- Dottor Steinman in BioShock (2007)[114]
- Diabolik in Diabolik: The Original Sin (2007)[115]
- Azar Javed, Lambert e Raymond Maarloeve in The Witcher (2007)[116]
- Re Riccardo Cuor di Leone in Assassin's Creed (2007)[117]
- Nomad in Crysis (2007)[118], Crysis Warhead (2008)[119]
- Comandante Shepard (Uomo) in Mass Effect (2007),[120] Mass Effect 3 (2012)[121]
- Predicatore Hanar, Opold, Delan in Mass Effect (2007)
- Personaggi minori[122] in Crash: Il dominio sui mutanti (2008)[123]
- Conte Dracula e Smail Quahab in Dracula: Origin (2008)[124]
- Eremita e Malefor in The Legend of Spyro: L'alba del drago (2008)[125]
- Il Comandante in Fable II (2008)[126]
- Melman e Kowalski in Madagascar 2 (2008)[127]
- Six in Tom Clancy's Rainbow Six: Vegas 2 (2008)[128]
- Slade Wilson / Deathstroke in Mortal Kombat vs DC Universe (2008), Batman: Arkham Origins (2013),[129] Batman: Arkham Knight (2015),[130] LEGO DC Super-Villains (2018)[131]
- Sauron e capitano umano in Il Signore degli Anelli: La conquista (2009)[132]
- Kessler in Infamous (2009)[133]
- Indiana Jones in Indiana Jones e il bastone dei re (2009)[134]
- Shen in League of Legends (2009)[45][135]
- Monkey in Enslaved: Odyssey to the West (2010)[136]
- Capitano Viktor Reznov in Call of Duty: Black Ops (2010),[137] Call of Duty: Black Ops II (2012)[138] e Call of Duty: Black Ops IIII (2018)[139]
- William Miles in Assassin's Creed: Brotherhood (2010)[140]
- Dan Murray in Hollywood Monsters 2 (2011)[141]
- Ishi Sato in Bulletstorm (2011)[142]
- Erik Ledore in Il professor Layton e la maschera dei miracoli[143]
- Gabe Weller in Dead Space 2: Severed (2011)[144]
- Dott. Angus Bumby in Alice: Madness Returns (2011)[145]
- Joseph Bertrand III in Infamous 2 (2011)[146]
- Steve Rogers/Captain America in Captain America: Il super soldato (2011)[147]
- Jaron Namir in Deus Ex: Human Revolution (2011)[148]
- Mason ne I pinguini di Madagascar: Il ritorno del Dottor Blowhole (2011)[149]
- Bastione Primus in Warhammer 40.000: Space Marine (2011)[150]
- Charlie Cutter in Uncharted 3: L'inganno di Drake (2011)[151]
- Abramovich Falce, Sgt. Tom Miller e Voci Aggiuntive in Batman: Arkham City (2011)[45]
- Chris Redfield in Resident Evil: Revelations (2012),[152] Resident Evil 6 (2012),[153] Resident Evil 7: Biohazard (2017)[154] e Resident Evil Village (2021)[155]
- Kormac il Templare in Diablo III (2012),[156] Diablo III: Reaper of Souls (2014)[156]
- Dave e alcuni Crimson Riders in Borderlands 2 (2012)[157]
- Haytham Kenway in Assassin's Creed III (2012)[158]
- Miles Edgeworth in Il professor Layton vs Phoenix Wright: Ace Attorney (2012)
- Caporale Christopher Winter in Aliens: Colonial Marines (2013)[159]
- Rios in Army of Two: The Devil's Cartel (2013)[160]
- Leonid Burid in Metro: Last Light (2013)[161]
- Bill in The Last of Us (2013)[162]
- Anders Benoit in Killzone: Mercenary (2013)
- Orkos in God of War: Ascension (2013)[163]
- Shadow the Hedgehog in Mario & Sonic ai Giochi olimpici invernali di Sochi 2014 (2013)[164]
- Bruto Ogre e Tecnoingegnere in Hearthstone (2014)[165]
- Damien Brenks in Watch Dogs (2014)[45][166]
- Hughes in Alien: Isolation (2014)[167]
- Dahl in Borderlands: The Pre-Sequel (2014)[168]
- Pagan Min in Far Cry 4 (2014)[169]
- Shadow the Hedgehog in Sonic Boom: Frammenti di cristallo (2014)[170]
- Shadow the Hedgehog, Cliff, Cap. Pepper, Foreman, Tucker e Woody in Sonic Boom: L'ascesa di Lyric (2014)[171]
- Haytham Kenway in Assassin's Creed: Rogue (2014)[172]
- Pierre Bellec in Assassin's Creed: Unity (2014)[173]
- Kadir “Rais” Suleiman in Dying Light (2015)[174]
- Raiden in Mortal Kombat X (2015),[175] Mortal Kombat 11 (2019),[176] Mortal Kombat 1 (2023)[177]
- Valtr, maestro della Lega in Bloodborne (2015)[45]
- Nero Blackstone in Call of Duty: Black Ops III (2015)[178]
- Rico Rodriguez in Just Cause 3 (2015)[179]
- Ivan in Rise of The Tomb Raider (2015) [180]
- Colonnello Brad Park e Soldato in Dead Rising 4 (2016)[181]
- Shiv Helix e Sindaco Buckwash in Ratchet & Clank (2016)[182]
- Dogen in Mirror's Edge Catalyst (2016)[183]
- Generale Marder in Titanfall 2 (2016)[184]
- Kevin Smith in Call of Duty: Infinite Warfare (2016)[185]
- Ironman in LEGO Marvel Super Heroes 2 (2017) e Fortnite (2017)
- Kang il conquistatore in LEGO Marvel Super Heroes 2 (2017)
- Capitano Balhan e personaggi minori in Horizon Zero Dawn (2017)[186]
- Shadow the Hedgehog e voci aggiuntive in Sonic Forces (2017)[187]
- Narratore in LEGO Worlds (2017)[188][189][190][191]
- Castamir in La Terra di Mezzo: L'ombra della guerra (2017)[192]
- Darth Maul in Star Wars: Battlefront II (2017)[193]
- Tuono e Tony Stark in Fortnite Battle Royale (2017)[194]
- Raidn in Injustice 2 (2017)[195]
- Ray Choudhry in Need for Speed: Payback (2017)[196]
- Generale in Monster Hunter: World (2018)
- Ade e personaggi minori in Assassin's Creed: Odyssey (2018)[45][197]
- Judge in Starlink: Battle for Atlas (2018)[198]
- Mantis e Mazahs in LEGO DC Super-Villains (2018)[131]
- Caustic (Dr. Alexander Nox) in Apex Legends (2019)[199]
- Genichiro Ashina in Sekiro: Shadows Die Twice (2019)[200]
- Colonnello Khlebnikov in Metro Exodus (2019)[201]
- Mark "Cope" Copeland in Days Gone (2019)[202]
- Sergente Dobs in Cyberpunk 2077 (2020)[203]
- Hank Pym in Marvel's Avengers (2020)[204]
- Basim Ibn Ishaq in Assassin's Creed: Valhalla (2020),[205][206] Assassin's Creed Mirage (2023)[207][208]
- Loki in Assassin's Creed: Valhalla (2020)[205]
- Wade in Call of Duty: Vanguard (2021)[209]
- Baal in Diablo II: Resurrected (2021)[210]
- Salim in The Dark Pictures: House of Ashes (2021)[211]
- Mojo Jojo in Multiversus (2022)
- Marcus Ado in Grid: Legends (2022)[212]
- Darth Maul, Luke Skywalker (negli episodi 8 e 9), Bode e capitano Panaka in LEGO Star Wars: La saga degli Skywalker (2022)[213]
- Grit e Kanbei in Advance Wars 1+2: Re-Boot Camp (2023)[214]
- Andreo Konner in F1 23 (2023)[215]
- Cyril, Nazaire, Karel e Josef in Final Fantasy XVI (2023)[216]
- Shadow in Sonic X Shadow Generations (2024)[217]
- Walker in Batman: Arkham Shadow (2024)[218]
- S4vi in Steel Seed (2025) [219]

## Audiolibri
- Il curioso caso di Benjamin Button (The Curious Case of Benjamin Button, 1922) di Francis Scott Fitzgerald, Audible Studios, 19-08-2011
- Lettera sulla felicità (III secolo a.C.) di Epicuro, Audible Studios, 19-08-2011
- Dieta Zona, subito in forma e per sempre di Daniela Morandi, Audible Studios, 19-08-2011
- Il romanzo di San Carlo Borromeo. Le opere e i giorni di un intellettuale milanese, di Fabiola Giancotti, Audible Studios, 13-02-2013
- L'etica del parcheggio abusivo di Elisabetta Bucciarelli e G. Sergio Ferrentino, Audible Studios, 11-12-2015
- Sergey Bubka. Non fanno per me di Luca Gattuso e G. Sergio Ferrentino, Audible Studios, 17-12-2015
- Steve Redgrave. Insieme di Gianmarco Bachi, G. Sergio Ferrentino, Audible Studios, 17-12-2015
- Ascolta! Leningrado suona di G. Sergio Ferrentino, Audible Studios, 15-07-2016
- Don Pablo: Fatti e misfatti del bandito più famoso del mondo di Guido Piccoli, Audible Studios, 15-07-2016
- L'alba del giorno prima: L'oro di Dongo di Cesare Ferrario, Audible Studios, 15-07-2016
- Oceano di saggezza: Il viaggio dell'ultimo Dalai Lama dentro la morte di Ugo Leonzio, Audible Studios, 12-08-2016
- Svergognando la morte di Sergio Ferrentino, Audible Studios, 12-08-2016
- Teen Dante di Mariella Zanetti e Giovanni Santini, Audible Studios, 12-08-2016
- Il mio cuore è nel sud di Giuseppe Patroni Griffi, 12-08-2016
- Il testimone indesiderato di Gino Negri, Audible Studios, 15-08-2016
- Lovers Hotel di Massimo Carlotto, Piergiorgio Pulixi e G. Sergio Ferrentino, Audible Studios, 15-11-2016
- Lovers Hotel 2 di Massimo Carlotto, Piergiorgio Pulixi e G. Sergio Ferrentino, Audible Studios, 15-11-2016
- Lovers Hotel 3 di Massimo Carlotto, Piergiorgio Pulixi e G. Sergio Ferrentino, Audible Studios, 15-11-2016
- Lovers Hotel 4 di Massimo Carlotto, Piergiorgio Pulixi e G. Sergio Ferrentino, Audible Studios, 15-11-2016
- Lovers Hotel 5 di Massimo Carlotto, Piergiorgio Pulixi e G. Sergio Ferrentino, Audible Studios, 15-11-2016
- Lovers Hotel 6 di Massimo Carlotto, Piergiorgio Pulixi e G. Sergio Ferrentino, Audible Studios, 15-11-2016

Fonte: Audible

## Filmografia

### Cinema
- L'attesa, regia di Vittorio Rifranti (1991)
- San Carlo Borromeo - Giornale di viaggio. Milano 1565-1584, regia di Fabiola Giancotti (2006)[221]

### Televisione
- Cri Cri (1991)
- Casa Vianello - serie TV, episodi 7.1 e 13.4 (1998, 2003)
- Finalmente soli (2001)
- Affari di famiglia - serie TV, episodio 2.01 (2007)

### Cortometraggi
- Sala d'aspetto, regia di Maurizio Casula (1992)

## Programmi TV
- La banda del malloppo (TSI1) - conduttore
- I replicanti (RSI LA1) - conduttore.
- L'ottovolante (Telemontecarlo) - conduttore
- Bim Bum Bam (Canale 5) - attore nei minisceneggiati
- Buona Domenica (Canale 5)
- La ruota della fortuna (Canale 5)
- Ok, il prezzo è giusto! (Canale 5)
- Ciao Ciao (Italia 1) - attore nei minisceneggiati

## Teatro
- Nudi e crudi, di Alan Bennet
- Stanze comunicanti, di Marco Rampoldi
- Lezioni semiserie per un uomo dal fiore in bocca, di Claudio Moneta
- Ascolta! Parla Leningrado... Leningrado suona!, di Sergio Ferrentino
- Dovevi essere tu, di Joseph Bologna
- Prima delle prime, di Claudio Moneta
- La coscienza di Zeno, di Marco Rampoldi

## Podcast
- Utøya. Uno di noi, RSI Rete Due

## Pubblicità
Cesare Ragazzi, Citroen DS3

## Riconoscimenti
- 2025 - Premio "Onda Sonora" promosso da Voci Animate e Videogiochitalia al Torino Comics come Premio speciale del pubblico [222]